# Hattie McDaniel

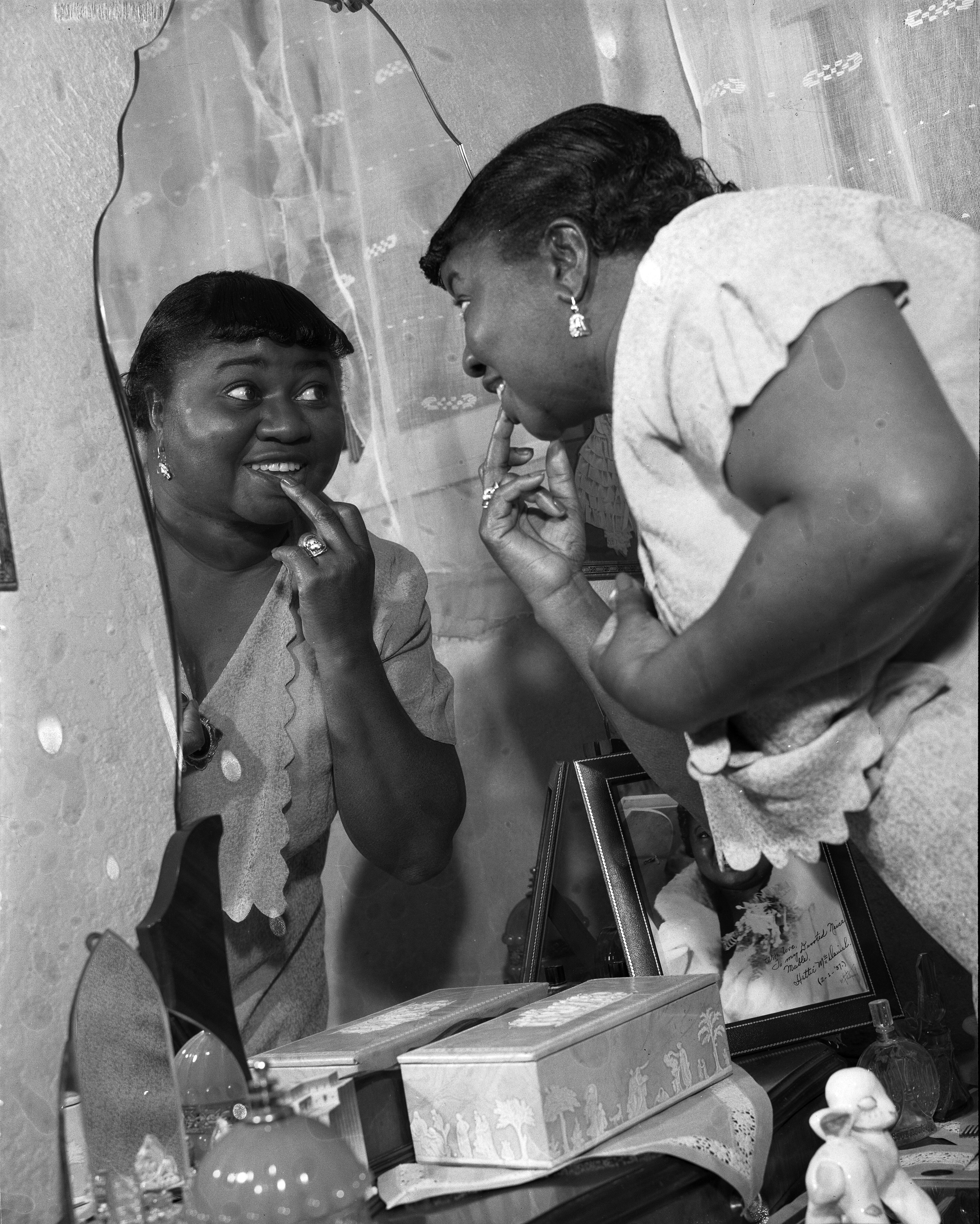
Hattie McDaniel (1940)

Hattie McDaniel (* 10. Juni 1893 in Wichita, Kansas; † 26. Oktober 1952 in Woodland Hills, Kalifornien) war eine US-amerikanische Schauspielerin und Sängerin. Bei der Oscarverleihung 1940 gewann sie als erster afroamerikanischer Künstler einen der Filmpreise, als sie für ihre Rolle als loyale Sklavin und spätere Hausangestellte Mammy in Vom Winde verweht in der Kategorie Beste Nebendarstellerin ausgezeichnet wurde.

## Leben, Karriere und Rezeption

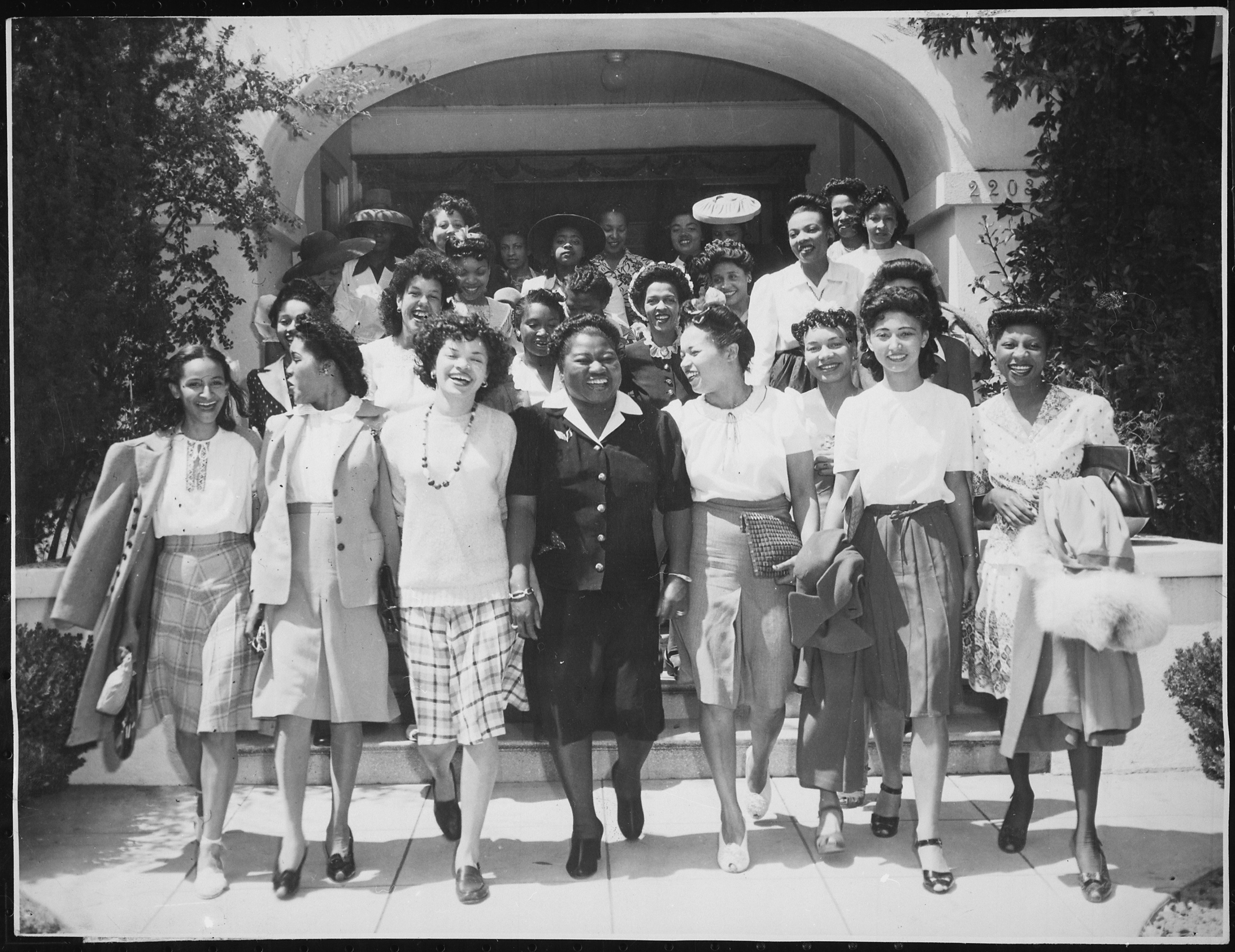
Hattie McDaniel (im schwarzen Kleid) in den 1940er-Jahren

Hattie McDaniel wurde 1893 in Wichita als eines von 13 Kindern eines Baptistenpredigers geboren. Nach ersten Erfolgen als Sängerin, darunter auch in Aufnahmen für Winston Holmes’ Label Meritt und in verschiedenen Produktionen des Musicals Show Boat, ging sie 1931 nach Hollywood, um als Schauspielerin zu arbeiten. Wegen ihrer Abstammung wurde sie auf die Darstellung von Dienstmädchen, Köchinnen und anderen nachgeordneten Figuren beschränkt. Zunächst waren ihre Rollen meist klein.
Erst John Ford erkannte 1934 McDaniels Talent und baute ihre Rolle als Haushälterin von Will Rogers in Judge Priest aus. Sie erhielt danach allmählich bessere Rollen, darunter in Alice Adams. In Show Boat, der Verfilmung des Musicals, mit dem sie bereits einige Tourneen unternommen hatte, trat sie neben Irene Dunne an der Seite von Paul Robeson auf und sang mit ihm gemeinsam die Ballade Ah Still Suits Me, die extra für den Film komponiert worden war, sowie einige Zeilen bei Helen Morgans Interpretation von Can’t Help Lovin’ Dat Man.
McDaniels bekannteste Rolle ist die der Sklavin und späteren Hausangestellten Mammy in Vom Winde verweht. Hauptdarsteller Clark Gable, der mit McDaniel unter anderem in Abenteuer im Gelben Meer und Saratoga gespielt hatte, soll sich persönlich bei David O. Selznick für sie eingesetzt haben. Für ihre Darstellung wurde McDaniel 1940 als erste  afroamerikanische Person mit einem Oscar ausgezeichnet; sie erhielt ihn als beste Nebendarstellerin. Während der Verleihung saß sie mit ihrem afroamerikanischen Begleiter an einem eigenen Tisch getrennt von den anderen Nominierten.
Als McDaniel unter anderem von der National Association for the Advancement of Colored People kritisiert wurde, regelmäßig Rollen anzunehmen, die den damaligen Stereotypen von Afroamerikanern entsprächen, erwiderte sie:

„Warum sollte ich mich beschweren, für eine Wochengage von 700 US-Dollar ein Hausmädchen zu spielen? Wenn ich das nicht täte, wäre ich eines und mein Wochenverdienst läge bei sieben US-Dollar. (“Why should I complain about making $700 a week playing a maid? If I didn't, I’d be making $7 a week being one.”)“

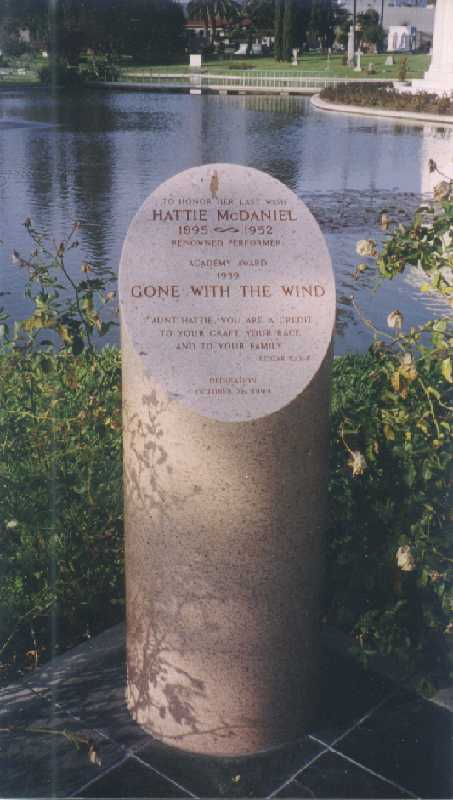
McDaniels Kenotaph auf dem Hollywood Forever Cemetery

Bis zu ihrem Tod arbeitete McDaniel in Film, Radio und Fernsehen. Popularität erlangte die Schauspielerin auch durch ihre Hauptrolle als patente Haushälterin Beulah in der gleichnamigen Radioserie von 1947 bis 1952. Sie spielte diese Figur auch für kurze Zeit Ende 1951 in der gleichnamigen Fernsehserie, ehe sie sich aus gesundheitlichen Gründen zurückziehen musste.
McDaniel war mehrmals verheiratet. Ihr erster Ehemann starb noch im Hochzeitsjahr 1922. 1938 heiratete sie Howard Hickman; die Verbindung endete im selben Jahr mit Scheidung. Ihre dritte Ehe führte sie von 1941 bis 1945 mit James Lloyd Crawford, ihre vierte Ehe mit Larry Williams von 1949 bis 1950. Beide Ehen wurden ebenfalls geschieden. McDaniels Geschwister Sam (1886–1962) und Etta McDaniel (1890–1946) waren ebenfalls als Filmschauspieler tätig, allerdings weniger erfolgreich. Hattie McDaniel starb 1952 im Alter von 59 Jahren an Brustkrebs. 2006 wurde sie posthum in die Black Filmmakers Hall of Fame aufgenommen.
In der US-amerikanischen Fernsehserie Hollywood (2020), die unter anderem die Themen Rassismus, Sexismus und Homophobie in der Traumfabrik der 1940er-Jahre aufgreift, wird Hattie McDaniel in einer Nebenrolle von der Darstellerin Queen Latifah verkörpert.

## Filmografie (Auswahl)
- 1932: Love Bound
- 1932: Blonde Venus
- 1933: Walking Down Broadway

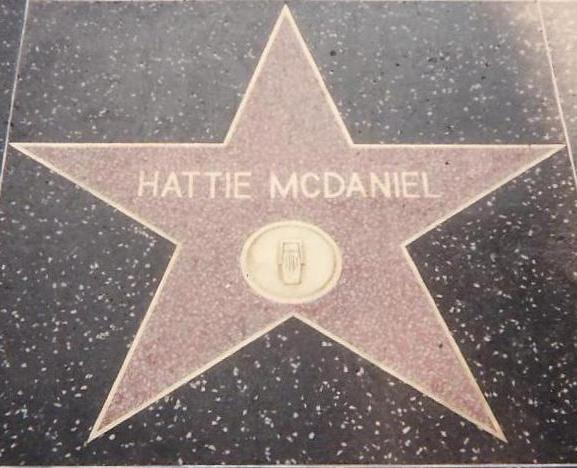
Hattie McDaniels Stern auf dem Hollywood Walk of Fame

- 1933: Ich bin kein Engel (I’m No Angel)
- 1934: Judge Priest
- 1934: Geheimagent 13 (Operator 13)
- 1934: Babbitt
- 1935: Oberst Shirley (The Little Colonel)
- 1935: Abenteuer im Gelben Meer (China Seas)
- 1935: Alice Adams
- 1936: Next Time We Love
- 1936: Show Boat
- 1936: Die zweite Mutter (Valiant Is the Word for Carrie)
- 1936: Lustige Sünder (Libeled Lady)
- 1937: Denen ist nichts heilig (Nothing Sacred)
- 1937: Ein Mordsschwindel (True Confession)
- 1937: Saratoga
- 1937: Stella Dallas
- 1938: Vivacious Lady
- 1938: Engel aus zweiter Hand (The Shopworn Angel)
- 1938: Sorgenfrei durch Dr. Flagg – Carefree (Carefree)
- 1938: Brennendes Feuer der Leidenschaft (The Shining Hour)
- 1939: Vom Winde verweht (Gone with the Wind)
- 1939: Zenobia, der Jahrmarktselefant (Zenobia)
- 1941: Der Herzensbrecher (Affectionately Yours)
- 1941: Sein letztes Kommando (They Died with Their Boots On)
- 1941: Vertauschtes Glück (The Great Lie)
- 1942: Thema: Der Mann (The Male Animal)
- 1942: Unser trautes Heim (George Washington Slept Here)
- 1943: Ich will mein Leben leben (In This Our Life)
- 1943: Johnny Come Lately
- 1943: Thank Your Lucky Stars
- 1944: Als du Abschied nahmst (Since You Went Away)
- 1944: Janie
- 1944: Three Is a Family
- 1946: Onkel Remus’ Wunderland (Song of the South)
- 1948: Fräulein Wildfang (Mickey)
- 1948: Fünf auf Hochzeitsreise (Family Honeymoon)
- 1949: Die Todeskurve (The Big Wheel)